# 代维亚克
代维亚克（法語：Dévillac，法語發音：[devijak]）是法国洛特-加龙省的一个市镇，属于洛特河畔新城区。

## 地理
代维亚克（44°36'18"N, 0°48'16"E）面积9.25 平方千米，位于法国新阿基坦大区洛特-加龍省，该省份为法国西南部内陆省份，北起多爾多涅省，西接吉倫特省和朗德省，南至热尔省，东临塔恩-加龙省和洛特省。
与代维亚克接壤的市镇（或旧市镇、城区）包括：圣马丹-德维勒雷阿勒、韦尔德比龙、洛苏、波利亚克、圣艾蒂安-德维勒雷阿勒、维勒雷阿勒。

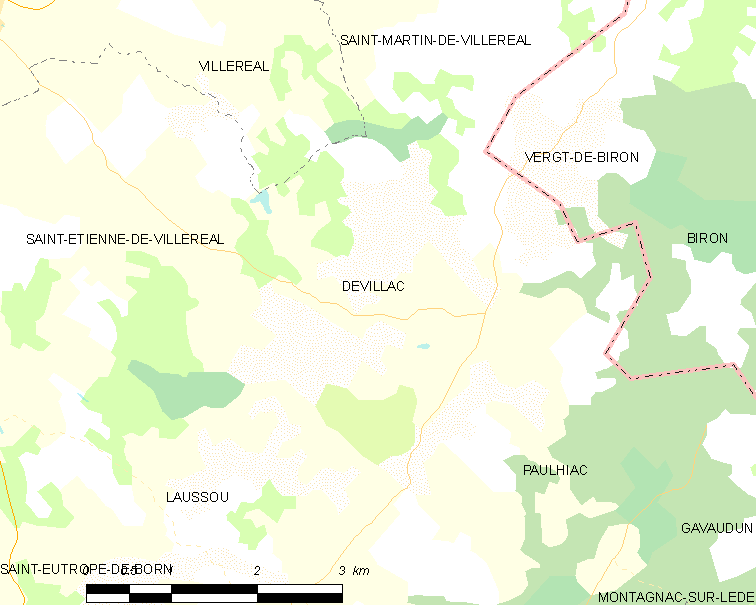
代维亚克的OSM定位图

代维亚克的时区为UTC+01:00、UTC+02:00（夏令时）。

## 行政
代维亚克的邮政编码为47210，INSEE市镇编码为47080。

## 政治
代维亚克所属的省级选区为上阿日奈-佩里戈尔县。

## 人口

1962-2008年间代维亚克人口变化图示

代维亚克于2022年1月1日时的人口数量为157人。